# Pipa carvalhoi
Pipa carvalhoi (tên tiếng Anh: Carvalho's Surinam Toad) là một loài ếch trong họ Pipidae. Chúng là loài đặc hữu của Brasil.
Các môi trường sống tự nhiên của chúng là các khu rừng khô nhiệt đới hoặc cận nhiệt đới, xavan khô, xavan ẩm, vùng đất có cây bụi nhiệt đới hoặc cận nhiệt đới, vùng cây bụi ẩm khu vực nhiệt đới hoặc cận nhiệt đới, đầm nước ngọt, ao, và ao nuôi trồng thủy sản. Loài này đang bị đe dọa do mất môi trường sống.